# Kalewica
Kalewica (ukr. Каливиця) – wieś na Ukrainie, w obwodzie wołyńskim, w rejonie kamieńskim. Liczy 83 mieszkańców.
Do 2020 w rejonie lubieszowskim. 